# Sumner (Washington)
Sumner je město na severu okresu Pierce v americkém státě Washington. V roce 2010 zde žilo 9 451 obyvatel. Mezi nedaleká města patří Puyallup na západě, Auburn na severu a Enumclaw na východě.

## Historie
Město založil roku 1883 George H. Ryan, který jej pojmenoval po bývalém americkém senátorovi Charlesi Sumnerovi.

## Geografie
Rozloha města čítá 17,4 km², z čehož necelé 0,5 % je voda.
Po městě Orting je Sumner s Puyallupem další obcí, kterou zasáhnou v případě erupce Mount Rainier lahary. Poukázala na to i epizoda seriálu Modern Marvels, která obsahuje simulaci postupu laharu přes Orting údolím řeky Puyallup.

## Demografie
V roce 2010 zde žilo 9 451 obyvatel, z nichž tvořili 87 % běloši, 2 % Asiaté a 1 % Afroameričané, 10 % obyvatelstva bylo hispánského původu.

## Kulturní atrakce
Sumner hostí část každoročního Narcisového festivalu, který se zde a v Tacomě, Puyallupu a Ortingu koná každý duben.